# Бобовиська
Бобовиська (пол. Bobowiska) — село в Польщі, у гміні Маркушув Пулавського повіту Люблінського воєводства.
Населення — 166 осіб (2011).

## Демографія
Демографічна структура станом на 31 березня 2011 року:
|          | Загалом | Допрацездатний вік | Працездатний вік | Постпрацездатний вік |
| -------- | ------- | ------------------ | ---------------- | -------------------- |
| Чоловіки | 87      | 10                 | 64               | 13                   |
| Жінки    | 79      | 13                 | 38               | 28                   |
| Разом    | 166     | 23                 | 102              | 41                   |